# Cutigliano
Cutigliano – miejscowość i gmina we Włoszech, w regionie Toskania, w prowincji Pistoia.
Według danych na rok 2004 gminę zamieszkiwało 1699 osób, 39,5 os./km².
1 stycznia 2017 gmina została zlikwidowana.